# Dissopachys pulvinata
Dissopachys pulvinata là một loài bọ cánh cứng trong họ Cerambycidae.